# Geochelone platynota
Geochelone platynota là một loài rùa trong họ Testudinidae. Loài này được Blyth mô tả khoa học đầu tiên năm 1863.

## Hình ảnh

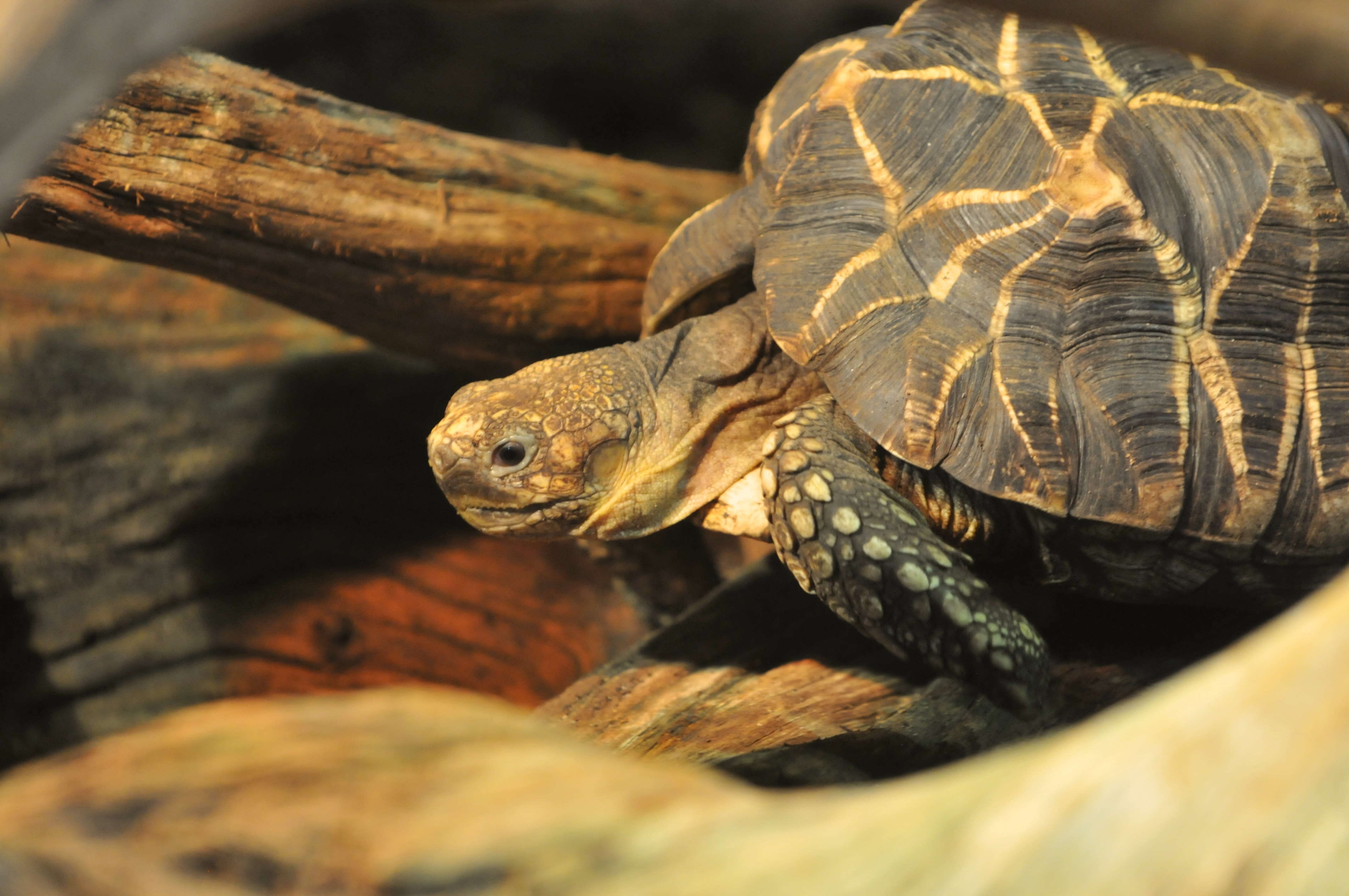
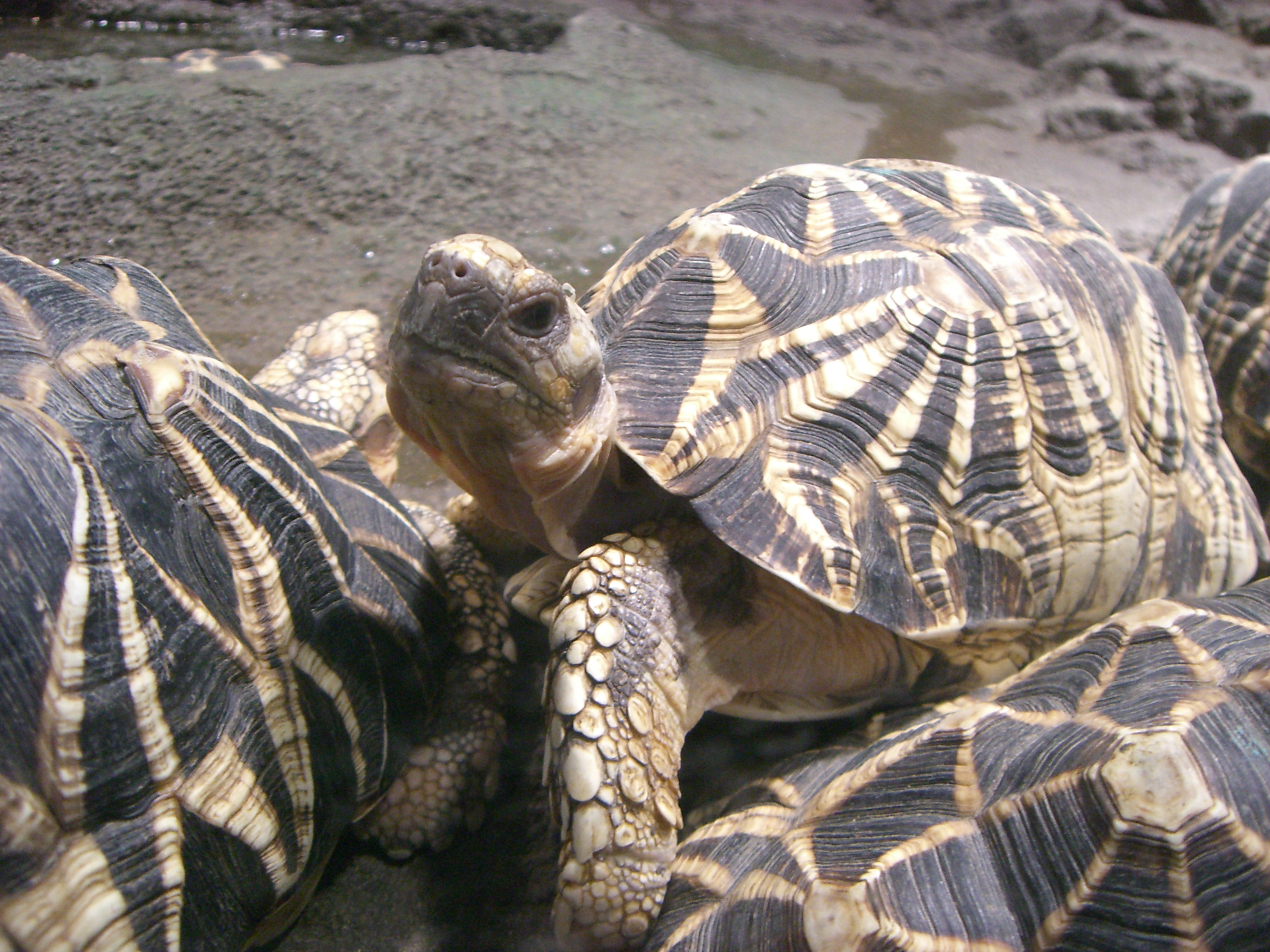
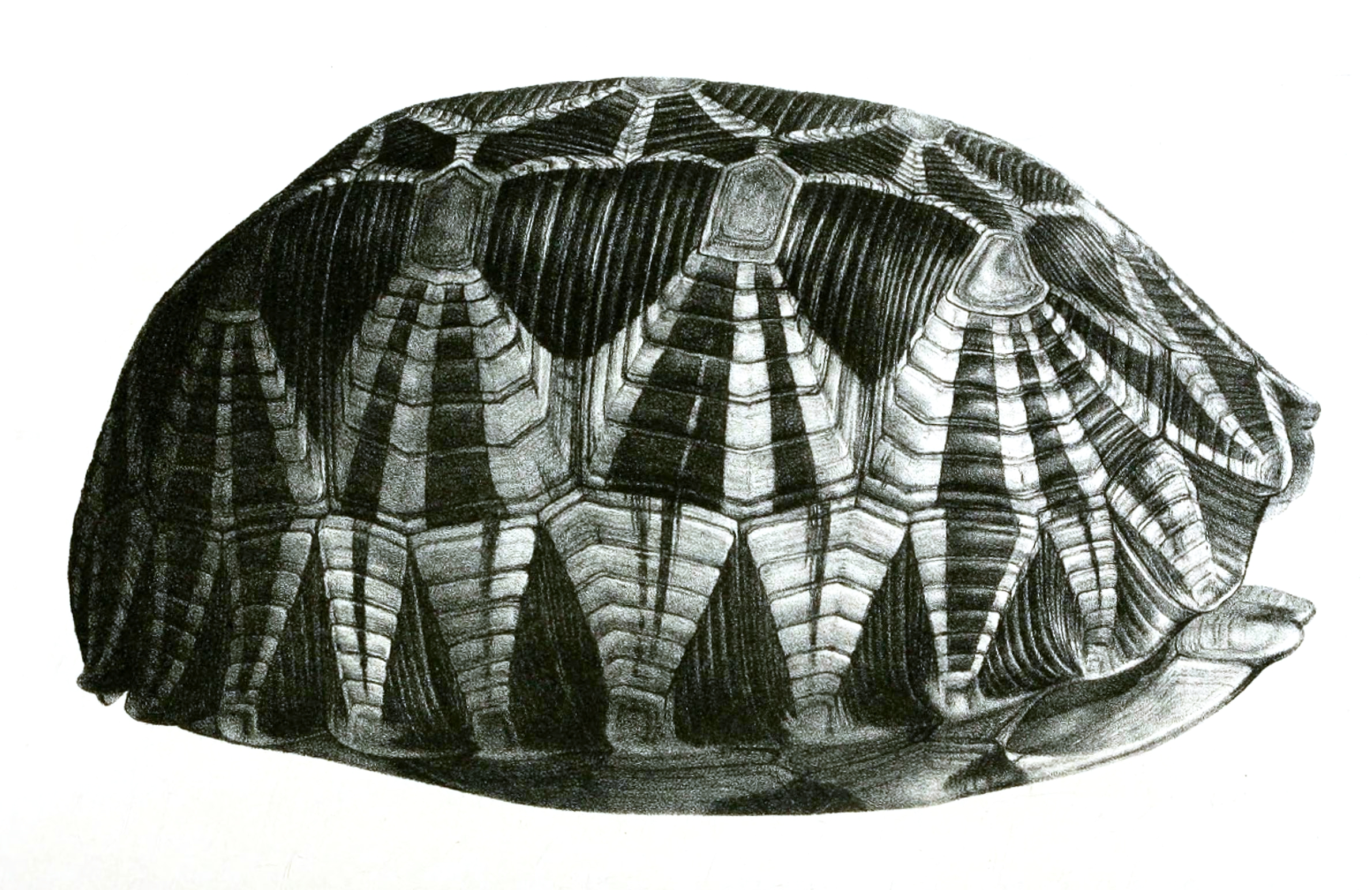